# Adriaan Bontebal
Adriaan Bontebal (Leidschendam, 28 mei 1952 - Den Haag, 11 februari 2012) is het pseudoniem van de Haagse dichter en schrijver Aad van Rijn. Adriaan Bontebal debuteerde officieel in 1988 met zijn bundel Een goot met uitzicht. Hij was een vertegenwoordiger van de anarchistische, Haagse kraakbeweging en schreef zijn gedichten en miniaturen met een groot gevoel voor humor en met oog voor de details van het alledaagse leven. Hij werd bekend door zijn voordrachten door het hele land en door zijn optredens in 1998 met de Haagse cabaretier Sjaak Bral. Adriaan Bontebal was een aantal jaren verbonden aan het VPRO-radioprogramma Music Hall. 
Door een motorongeluk verloor hij een been en bewoog hij zich voort met een prothese. Gedichten van Adriaan Bontebal zijn opgenomen in Gerrit Komrij's Nederlandse poëzie van de 19de t/m de 21ste eeuw in 2000 en enige gedichten en in 25 Jaar Nederlandstalige poëzie 1980-2005 in 666 en een stuk of wat gedichten.